# Heliophanus canariensis
Heliophanus canariensis es una especie de arañas araneomorfas de la familia Salticidae. Es endémica de las Canarias (España).